# Dělnický kulturní dům (Nitra)
Dělnický kulturní dům (slovensky Robotnícky kultúrny dom) je dům v Nitře, který byl postaven v roce 1935 a jehož autorem je slovenský architekt Oskar Singer. Je postaven ve funkcionalistickém stylu.

## Architektonické řešení
Sociálnědemokratický dělnický kulturní dům patří k významným, avšak málo známým funkcionalistickým stavbám na Slovensku, má jednoduchou kubickou podobu se zasunutým bočním vstupem, který se nachází za třemi sloupy nesoucími plnou stěnu západní fasády. Ta je oživena pouze balkonem nad vstupem. Původně se na fasádě nacházela nástěnná malba, jejímž autorem byl Mihály Biró. V přízemí budovy byly umístěny kanceláře, čítárna a byt domovníka. Na patře byl umístěna přednáškový sál s jevištěm.
V současnosti se v bývalém kulturním domě nachází internetová kavárna, malba už neexistuje a je k němu přistavěn další objekt. Oba patří odborovému svazu.